# Distretto di Charlottenburg
Il distretto di Charlottenburg (in tedesco Bezirk Charlottenburg) era un distretto della città tedesca di Berlino.

## Storia
Il distretto di Charlottenburg fu creato nel 1920 in seguito alla legge istitutiva della “Grande Berlino”, con la quale venivano annessi alla capitale tedesca una serie di città, comuni rurali e territori agricoli dell’immediato circondario.

Il distretto, indicato con il numero 7, comprese le aree fino ad allora costituenti la città di Charlottenburg, il territorio agricolo del Plötzensee e le parti meridionali dei territori agricoli della Heerstraße e della Jungfernheide.
Nel 1945 il distretto fu assegnato al settore di occupazione britannico e quindi a Berlino Ovest.
Nel 2001, nell’ambito della riforma amministrativa dei distretti berlinesi, il distretto di Charlottenburg venne fuso con il distretto di Wilmersdorf, creando il nuovo distretto di Charlottenburg-Wilmersdorf.
L’area dell’ex distretto di Charlottenburg corrisponde oggi ai quartieri di Charlottenburg, di Charlottenburg-Nord e di Westend.